# Гроза (пьеса)
«Гроза» — драма Александра Николаевича Островского в пяти действиях, написанная в 1859 году, в обстановке предреформенного общественного подъёма. Изображаемые автором события разворачиваются летом в вымышленном городе Калинове на Волге. Между третьим и четвёртым действиями пьесы проходит 10 дней.

## Сюжет
В семействе Кабановых царит домострой, который вершит мать Тихона Ивановича Кабанова — Марфа Игнатьевна Кабанова (Кабаниха). Катерина, главная героиня, с детства жила в обстановке любви и ласки у своей матери, но затем, после того как она вышла замуж за Тихона, её жизнь изменилась, стала подневольной. Затем она влюбляется в Бориса Григорьевича — племянника Дико́го (ещё одного самодура, жадного и жестокого). Борис тоже влюблён в Катерину. Осознавая всю тяжесть своего положения, влюблённые всё-таки тайно встречаются. Затем Катерина, по своей светлой, богобоязненной натуре, признаётся мужу — в присутствии его матери — в измене, после чего жизнь молодой женщины становится совершенно невыносимой. Очень скоро Борис уезжает по приказу Дикого в Сибирь, а Катерина бросается с утёса в Волгу.

## История создания
Пьеса была начата Александром Островским в июле 1859 года. Окончив «Грозу» 9 октября, он 14 октября уже отправил её в цензуру в Петербург. Рукопись хранится в Российской государственной библиотеке.
С написанием пьесы «Гроза» связана и личная драма писателя. В рукописи пьесы, рядом со знаменитым монологом Катерины: «А какие сны мне снились, Варенька, какие сны! Или храмы золотые, или сады какие-то необыкновенные, и все поют невидимые голоса…», есть запись Островского: «Слышал от Л. П. про такой же сон…». Л. П. — это актриса Любовь Павловна Косицкая, с которой у молодого драматурга были очень непростые личные отношения: она состояла в браке, да и он был несвободен. Мужем актрисы был артист Малого театра И. М. Никулин. А Александр Николаевич сожительствовал с простолюдинкой Агафьей Ивановной, у них были общие дети (все они умерли в раннем возрасте). С Агафьей Ивановной Островский прожил без малого двадцать лет.
Именно Любовь Павловна Косицкая послужила прототипом героини пьесы Катерины, она же стала первой исполнительницей роли.

## Персонажи

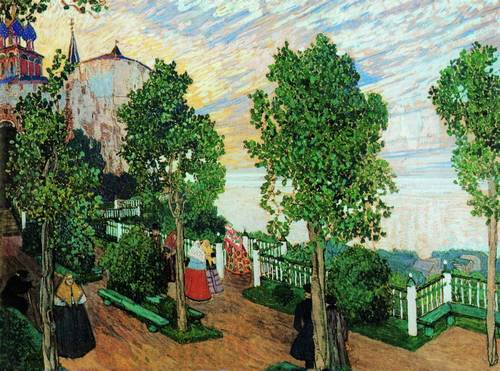
Александр Головин. Берег Волги. 1916 Эскизы декораций к драме А. Н. Островского «Гроза»

- Савел Прокофьевич Дико́й, купец, значительное лицо в городе.
- Борис Григорьевич, племянник его, молодой человек, порядочно образованный.
- Марфа Игнатьевна Кабанова («Кабаниха»), богатая купчиха, вдова.
- Тихон Иваныч Кабанов, сын Марфы Кабановой.
- Катерина, главная героиня, жена Тихона Кабанова.
- Варвара, сестра Тихона.
- Кулигин, мещанин, часовщик-самоучка, отыскивающий перпетуум-мобиле.
- Ваня Кудряш, молодой человек, конторщик Дикого.
- Шапкин, мещанин.
- Феклуша, странница.
- Глаша, девка в доме Кабанихи.
- Барыня с двумя лакеями, старуха семидесяти лет, полусумасшедшая.
- Городские жители обоего пола.

## Первые постановки
Премьера прошла в Малом театре 17 (29) ноября 1859 года в бенефис С. В. Васильева, исполнителя роли Тихона: в остальных ролях: Дикой — П. Садовский, Борис — Чернышев, Черкасов, Кабаниха — Рыкалова, Катерина — Никулина-Косицкая, Варвара — Бороздина 1-я, Кулигин — Дмитревский, Кудряш — Д. Ленский, Феклуша — Акимова.
2 декабря 1859 спектакль впервые прошёл в Александринском театре в бенефис Линской в роли Кабанихи; Дикой — Бурдин, Борис — Степанов, Тихон — Мартынов, Катерина — Снеткова 3-я, Варвара — Левкеева, Кулигин — Зубров, Кудряш — Горбунов, Феклуша — Громова.

## Критика
«Гроза» стала предметом ожесточённых споров критиков как XIX, так и XX века. В XIX веке о ней с противоположных позиций писали Николай Добролюбов (статья «Луч света в тёмном царстве»), Дмитрий Писарев (статья «Мотивы русской драмы») и Аполлон Григорьев. В XX веке — Михаил Лобанов (в книге «Островский», выпущенной в серии «ЖЗЛ») и Владимир Лакшин.

## Адаптации
- Гроза (фильм, 1912) — фильм режиссёра Кая Ганзена.
- Гроза (фильм, 1933) — фильм режиссёра Владимира Петрова.
- Гроза (телеспектакль, 1977) — фильм-спектакль режиссёров Феликса Глямшина и Бориса Бабочкина.
- Гроза (фильм, 2019) — фильм Григория Константинопольского по мотивам пьесы.

На сюжет пьесы «Гроза» написан ряд опер: в 1867 году композитором В. Н. Кашперовым на либретто собственного сочинения (опера поставлена в том же году в Москве и Санкт-Петербурге), затем — наиболее известная — Леошем Яначеком («Катя Кабанова», постановка 1921, Брно), в 1940 году Б. В. Асафьевым на собственное либретто, В. Н. Трамбицким на либретто И. И. Келлера, итальянским композитором Лодовико Рокка (итал. L’Uragano, 1952).